# Павло Кола
Павел Кола (іноді Ко́ло) г. Юноша (пол. Paweł Koła; ? — початок 1509) — польський шляхтич XV–XVI століть, військовик, урядник Королівства Ягеллонів.

## Біографія
Найстарший син Яна Коли, якого називали «Колюшко з Далейова» (Сяноцької землі; тепер Дальова[джерело?]). Участь у військових виправах проти молдаван, волохів, татар зблизила його з шляхтичами Бучацькими, Ходецькими. Шваґрами Павла Коли були Міхал з Язловця, Бучача, Отто з Ходча. Як подільський воєвода, заслужив увагу короля Олександра Яґеллончика. За часів королів Олександра Яґеллончика, Сиґізмунда І Старого (не брав участи в його урочистому виборі через охорону земель Русі від татар разом з Миколаєм Каменецьким) належав до найвпливовіших людей краю.
1503 року — навесні 1504-го — брав участь у Пйотркувському сеймі; 6 березня 1504 р. був свідком в акції короля, якою підтверджувалось рівноправ'я православного та католицького духовенств з 1443 р.

### Уряди (посади)
Галицький підкоморій (1490 р.), каштелян (1494—1500 рр.), подільський воєвода (приблизно з 1502 р.).

### Сім'я
У шлюбі з Бурнеттою (Бернатою) з Ходча гербу Оґоньчик (донькою воєводи руського Станіслава з Ходча, сестрою Отто Ходецького) мав трьох синів:
- Ян
- Станіслав — галицький підкоморій
- Миколай
- Барбара, дружина віленського каштеляна Юрія «Геркулеса» Радзивілла, матір королеви Варвари (Радзивіл)).[1]

## Маєтності
1473 року після смерті у 1468 році бездітного стрийка Яна (підстолія галицького) разом з братами Яном та Пйотром спільно стали власниками спадку: поселення Сопів, Підгайчики, Лисець пол. Liśce, заставу на селі Кропець, з якої мали сплатити 220 гривень. 1503 р. за заслуги отримав правом «доживоття» замок та місто Глиняни, які в 1506 році було відбудовано його коштом. Був власником Далєєва та Жовтанців (тепер — село біля Львова), тримав «в заставі» поселення Прерів (пол. Przerów) в Коломийському повіті. На Глинянах і селі Задвір'я король записав П. Колі суми 100 кіп грошів і 100 гривень. Докладно картину маєтків знати складно, були вони більші, ніж згадані в джерелах.